# Йордан Цонев
Йордан Кирилов Цонев е български политик, народен представител в XXXVIII народно събрание от парламентарната група на СДС и народен представител в XL народно събрание, XLI народно събрание, XLII народно събрание, XLIII народно събрание, XLIV народно събрание, XLV народно събрание, XLVI народно събрание, XLVII народно събрание и XLVIII народно събрание, на което е заместник-председател, XLIX народно събрание, L НС, на което също е заместник-председател, от парламентарната група на ДПС. В LI НС е народен председател от парламентарната група на ДПС Ново начало. 

## Биография
Роден е на 5 октомври 1956 г. в Карапелит, област Добрич. Завършва икономика и организация на строителството във Висшия институт за народно стопанство във Варна.
Преди 1990 г. е крупие в казиното на бургаския хотел „България“. От 1991 до 1995 г. е общински съветник от СДС и председател на икономическата и финансово-бюджетна комисия на общинския съвет в Бургас. От 1995 до 1997 г. е председател на управителния съвет на частни търговски дружества.
Избран е за депутат в XXXVIII народно събрание от листата на СДС. Тогава става председател на Комисията по бюджет, финанси и финансов контрол в парламента. Избран е за член на Националния изпълнителен съвет на СДС на 11-ата Национална конференция на партията (26 февруари 2000), но по-късно е изключен от ръководството на СДС и от партията по обвинения в клиентелизъм и корупция.
В XL Народно събрание влиза от листата на ДПС и става неин заместник-председател, както и член на Комисията по бюджет и финанси и Делегацията в Интерпарламентарната асамблея по православие. В Централното оперативно бюро на ДПС отговаря за икономиката и бюджетната политика.
Депутат и в XLI народно събрание от Трети избирателен район – Варна, отново от листата на ДПС. Член на Комисията по бюджет и финанси и на Комисията по икономическата политика, енергетика и туризъм. Няма внесени законопроекти, няма осъществен парламентарен контрол.
Депутат в XLII народно събрание и председател на Комисията по бюджет и финанси.
Депутат в XLIII народно събрание, в XLIV народно събрание, XLV народно събрание, XLVI народно събрание и XLVII народно събрание. Заместник-председател на XLVIII народно събрание.

## Критики и противоречия
В края на юли 2013 г. Цонев е посочен от медията „Днес+“ като отговорен за извеждането на депутатите и министрите от парламента по време на окупацията на сградата на Народното събрание в нощта на 23 срещу 24 юли 2013 г. Тогава извеждането на народните представители и министрите от кабинета предизвиква сблъсъци между протестиращи и полиция, които завършват с пострадали и от двете страни.